# 盐法策案
盐法策案是发生于清朝乾隆五十一年（1786年）的一宗案件，与两淮盐务有关，引起乾隆皇帝高度重视。
乾隆五十一年九月，侨寓仪征、扬州的滁州穷困潦倒的贫苦文人骆愉向两淮盐政呈递《盐法策》，痛陈两淮盐务弊端，揭发两淮盐务官员收受盐商贿赂的行为，以及徽州盐商江广达（江春）“被赐南苑宫妃”和“送银十二万两给京中红人”。骆愉被甘泉县地方官捉拿，送北京审讯。骆愉供称，因自己失业贫穷，以为富商写对联糊口，其中包括几家徽州盐商，如歙县西溪南村人吴禧祖家，盐务总商汪晋泰、汪文瑜父子家以及歙县江村人江春家。后来江春拒绝为他代销书画，因而痛恨盐商为富不仁。这一简单案件却引起乾隆皇帝的高度重视，重点审查两淮盐官,对两淮盐商采取保护政策。最终裁定骆愉诬告，按照大逆罪处斩。